# ツン×デレ
『ツン×デレ』は、神聖かまってちゃんの8枚目のフルアルバム。2018年7月4日にワーナーミュージック・ジャパンから発売された。

## 解説
前作『幼さを入院させて』から約1年ぶりとなるアルバム。
5月23日のアルバムリリースに先駆けて行われたLINE LIVEでの生配信にて、5月に先行配信シングルとしてリリースしていた「夏空サイダー」のフューチャリングアーティストの正体が、リーガルリリーのたかはしほのかだと明かされ、本来のタイトルは「秋空サイダー」であったが、先行配信するにあたり、秋になっていないとの理由でタイトルが変更となっていたことも明かされた。
ミュージックビデオは、6月15日に「33才の夏休み」、7月4日に「8月の駅」、7月28日に「塔を登るネコ」がそれぞれ公開された。

## 収録曲
| 全作詞・作曲: の子、全編曲: 神聖かまってちゃん。 |                                       |       |            |      |
| #                                                | タイトル                              | 作詞  | 作曲・編曲 | 時間 |
| 1.                                               | 「33才の夏休み」                      | の子  | の子       | 4:48 |
| 2.                                               | 「塔を登るネコ」                      | の子  | の子       | 3:57 |
| 3.                                               | 「8月の駅」                           | の子  | の子       | 4:06 |
| 4.                                               | 「秋空サイダー feat. たかはしほのか」 | の子  | の子       | 4:37 |
| 5.                                               | 「犯罪者予備君」                      | の子  | の子       | 3:41 |
| 6.                                               | 「トンネル」                          | の子  | の子       | 4:01 |
| 7.                                               | 「決戦の日」                          | の子  | の子       | 3:35 |
| 8.                                               | 「ラムネボーイ」                      | の子  | の子       | 3:38 |
| 9.                                               | 「26才の夏休み」                      | の子  | の子       | 4:48 |
| 10.                                              | 「大阪駅」                            | の子  | の子       | 4:26 |
| 合計時間:                                        | 合計時間:                             | 41:42 |            |      |